# Hôn nhân cùng giới ở các quốc gia bộ lạc ở Hoa Kỳ
Quyết định của Tòa án tối cao tại luật Obergefell v. Hodges rằng hôn nhân hợp pháp hóa hợp pháp ở các bang và hầu hết các vùng lãnh thổ không hợp pháp hoá hôn nhân cùng giới trên lãnh thổ Da Đỏ. Tại Hoa Kỳ, Quốc hội (không phải tòa án liên bang) có thẩm quyền pháp lý đối với quốc gia Da Đỏ. Vì vậy, trừ khi Quốc hội thông qua luật liên quan đến hôn nhân cùng giới cho các bộ tộc Da Đỏ, các bộ lạc người Mỹ gốc Da Đỏ được thừa nhận có quyền hợp pháp để hình thành luật hôn nhân của họ. Như vậy, các luật riêng lẻ của các bộ lạc người Mỹ bản xứ được liên bang công nhận khác nhau đặt ra các giới hạn về hôn nhân cùng giới theo phạm vi quyền hạn của họ.
Hầu hết, nhưng không phải tất cả, các khu vực pháp lý của người Mỹ bản xứ không có quy định đặc biệt nào về việc kết hôn giữa những người cùng giới tính hoặc giới tính. Nhiều hệ thống niềm tin của người Mỹ bản địa bao gồm mô tả hai tinh thần cho các cá thể biến thể giới và chấp nhận các cá nhân có hai tinh thần là thành viên hợp lệ của các bộ lạc của họ. Hôn nhân cùng giới có thể xảy ra ở ít nhất bốn mươi hai bộ lạc, bắt đầu với Bộ lạc Da Đỏ Coquille (Oregon) vào năm 2009. Các cuộc hôn nhân được thực hiện trong các bộ tộc người Mỹ bản địa này lần đầu tiên được Chính phủ Liên bang công nhận vào năm 2013 sau phần 3 của Bộ Quốc phòng Hôn nhân Đạo luật (DOMA) đã được tuyên bố là không hợp hiến tại luật United States v. Windsor.

## Các quốc gia và lãnh thổ công nhận
Trong một số trường hợp, luật bộ lạc đã được thay đổi để đặc biệt giải quyết hôn nhân cùng giới. Trong các trường hợp khác, luật bộ lạc quy định rằng luật tiểu bang và thẩm quyền tiểu bang điều chỉnh các mối quan hệ hôn nhân đối với quyền tài phán của bộ tộc.

### Bộ lạc Arapaho Bắc
Cuộc hôn nhân cùng giới đầu tiên tại Tòa án Bộ lạc Shoshone và Arapaho (mà Bộ lạc Arapaho Bắc chia sẻ với Bộ lạc Shoshone Đông) tại Khu bảo tồn Da Đỏ Wind River ở bang Wyoming đã được đăng ký vào ngày 14/11/2014.

### Bộ lạc Cheyenne và Arapaho
Luật hôn nhân của Bộ lạc Cheyenne và Arapaho, một bộ tộc thống nhất ở Oklahoma, không đưa ra thông số nào về giới tính của những người tham gia. Dựa vào đó, Darren Black Bear và Jason Pickel đã nộp đơn xin và nhận được giấy phép kết hôn vào ngày 18 tháng 10 năm 2013. Của họ là giấy phép thứ ba như vậy được cấp bởi các bộ lạc.

### Bộ lạc Da Đỏ Coquille
Năm 2008, Bộ lạc Da Đỏ Coquille hợp pháp hóa hôn nhân cùng giới, với luật có hiệu lực vào ngày 20 tháng 5 năm 2009. Luật chấp thuận hôn nhân cùng giới đã được Hội đồng Bộ lạc Coquille thông qua 5-2 và mở rộng tất cả các lợi ích bộ lạc của hôn nhân cho các cặp cùng giới. Để kết hôn theo luật Coquille, ít nhất một trong các vợ chồng phải là thành viên của bộ tộc. Trong cuộc điều tra dân số năm 2000, 576 người tự xác định là thuộc quốc gia Coquille.
Mặc dù các cử tri Oregon đã chấp thuận sửa đổi Hiến pháp Oregon năm 2004 để cấm các cuộc hôn nhân cùng giới, Coquille là một quốc gia có chủ quyền liên bang, và do đó không bị ràng buộc bởi Hiến pháp Oregon. Vào ngày 24 tháng 5 năm 2009, cặp vợ chồng cùng giới đầu tiên — Jeni và Kitzen Branting - kết hôn dưới quyền tài phán Coquille.

### Bộ lạc Da Đỏ Menominee của Wisconsin
Hội đồng bộ lạc của bộ lạc Da Đỏ Menominee ở Wisconsin đã phê chuẩn luật hôn nhân vào ngày 3 tháng 11 năm 2016, trong đó nêu trong mục 6, rằng hôn nhân "tạo ra một sự kết hợp giữa hai (2) người, bất kể giới tính (hoặc giới tính)".

### Bộ lạc Da Đỏ Puyallup
Vào ngày 9 tháng 7 năm 2014, Bộ lạc Da Đỏ Puyallup ở bang Washington đã hợp pháp hóa hôn nhân cùng giới.

### Bộ lạc Fort McDermitt Paiute và Shoshone
Luật và Quy tắc của Bộ lạc Fort McDermitt Paiute và Shoshone, Chương 5 - Quan hệ trong nước và thông qua được ban hành vào ngày 13 tháng 9 năm 1988, quy định trong phần 2 rằng tất cả các cuộc hôn nhân từ ngày ban hành sẽ được điều chỉnh bởi luật pháp của các bang của Nevada hoặc Oregon, tùy thuộc vào tiểu bang mà họ đã xảy ra. Vào ngày 19 tháng 5 năm 2014, một thẩm phán liên bang đã bác bỏ lệnh cấm kết hôn cùng giới ở Oregon, và bắt đầu vào ngày 9 tháng 10 năm 2014, hôn nhân cùng giới được phép ở Nevada.

### Bộ lạc Oglala Sioux
Bộ luật về trật tự của bộ lạc Oglala Sioux, Chương 3 - Quan hệ trong nước, quy định tại phần 28 rằng hôn nhân là một mối quan hệ cá nhân đồng thuận phát sinh từ một hợp đồng dân sự, đã được tôn trọng. Mỗi phần 30, bất kỳ thành viên bộ lạc nào trong độ tuổi hợp pháp hoặc có sự đồng ý của cha mẹ nếu trẻ vị thành niên, đều có thể có được giấy phép kết hôn từ Văn phòng Cơ quan, hoặc kết hôn theo luật định của tiểu bang South Dakota. Các cuộc hôn nhân bị cấm hoặc bị cấm bao gồm các cuộc hôn nhân loạn luân (§31); những người có được nếu một bên không có khả năng đồng ý, thông qua gian lận, hoặc trong các mức độ phạm tội bị cấm (§32); và những người xảy ra khi người phối ngẫu khác vẫn còn sống (§33). Một bản ghi nhớ của luật sư bộ lạc từ ngày 25 tháng 1 năm 2016 đã xác nhận rằng các cuộc hôn nhân cùng giới không bị cấm theo Bộ luật Bộ lạc hiện hành. Một cuộc hôn nhân cùng giới đầu tiên được tiến hành bởi thẩm phán trưởng của bộ lạc đã diễn ra ngay sau đó. Một số người lớn tuổi truyền thống lên tiếng phản đối quan điểm của luật sư.

### Bộ lạc Oneida của Da Đỏ của Wisconsin
Luật Hôn nhân của Bộ lạc Oneida của Da Đỏ của Wisconsin đã được sửa đổi vào tháng 5 năm 2015, thay thế cụm từ "vợ và chồng" bằng "vợ chồng", công nhận rõ ràng hôn nhân cùng giới. Thay đổi có hiệu lực vào ngày 10 tháng 6 năm 2015.

### Bộ lạc San Carlos Apache
Theo Hiến pháp và luật lệ của Bộ lạc San Carlos Apache ở Arizona, tất cả các cuộc hôn nhân sẽ tuân theo luật pháp tiểu bang. Vào ngày 17 tháng 10 năm 2014, lệnh cấm kết hôn cùng giới của Arizona được tuyên bố là vi hiến.

### Bộ lạc Shoshone Đông
Cuộc hôn nhân cùng giới đầu tiên tại Tòa án Bộ lạc Shoshone và Arapaho (mà Bộ lạc Shoshone Đông chia sẻ với Bộ lạc Arapaho Bắc) tại Khu bảo tồn Da Đỏ Wind River ở bang Wyoming đã được đăng ký vào ngày 14 tháng 11 năm 2014.

### Bộ lạc Sault Ste. Marie của Da Đỏ Chippewa
Bộ lạc Sault Ste. Marie của Da Đỏ Chippewa ở Michigan đã thay đổi luật hôn nhân vào ngày 7 tháng 7 năm 2015 bằng cách loại bỏ ngôn ngữ dành riêng cho giới và cũng cần phải có giấy phép kết hôn từ tiểu bang Michigan trước khi kết hôn. Người phát ngôn của bộ lạc lưu ý rằng những thay đổi này là cần thiết để hợp pháp hóa hôn nhân cùng giới và thực thi chủ quyền của bộ lạc.

### Bộ lạc Suquamish
Bộ lạc Suquamish của Washington hợp pháp hóa hôn nhân cùng giới vào ngày 1 tháng 8 năm 2011, sau một cuộc bỏ phiếu nhất trí của Hội đồng Bộ lạc Suquamish. Ít nhất một thành viên của một cặp vợ chồng cùng giới phải là một thành viên được đăng ký của bộ lạc để có thể kết hôn trong khu vực tài phán.

### Bộ lạc S'Klallam của Port Gamble
Bộ lạc S'Klallam của Port Gamble đã công nhận việc thông qua Washington Referendum 74, nơi hợp pháp hóa hôn nhân cùng giới ở Washington. Vào ngày 9 tháng 12 năm 2012, họ đã cho các cặp vợ chồng cơ hội kết hôn tại Vườn Bách thảo Heronswood, thuộc sở hữu của bộ lạc, gần Kingston.

### Bộ lạc Pascua Yaqui
Hiến pháp của bộ lạc Pascua Yaqui, Tiêu đề 5- Bộ luật dân sự, Chương 2- Quan hệ trong nước, quy định rằng các cuộc hôn nhân có giá trị tại nơi được ký kết hợp đồng. Người từ 18 tuổi trở lên, hoặc có sự đồng ý của cha mẹ/người giám hộ nếu trẻ vị thành niên, sẽ có được giấy phép và được tham gia bởi một giáo sĩ, bộ trưởng hoặc thẩm phán được phong chức. Bộ lạc nằm ở bang Arizona, nơi hợp pháp hóa hôn nhân cùng giới vào ngày 17 tháng 10 năm 2014.

### Bộ lạc Ponca của Nebraska
Bộ luật quan hệ trong nước của Ponca Tribe of Nebraska trong phiên bản được xuất bản vào ngày 5 tháng 11 năm 2018 đã nêu trong Mục 4-2-1.1 rằng mục đích của bộ luật đó là "đảm bảo rằng các cặp cùng giới và các cặp khác tình dục có quyền truy cập như nhau vào hôn nhân" đã được Hội đồng bộ lạc quyết định trong cuộc họp trước đó vào ngày 26 tháng 8 năm 2018.
Trước đây, Luật và Quy tắc đặt hàng, Tiêu đề IV - Quan hệ trong nước §4-1-4 miễn là những người có thể kết hôn ở tuổi 18 (hoặc 16 với sự đồng ý của cha mẹ), khi ít nhất một trong số họ là thành viên bộ lạc thường trú. Tuy nhiên, §4-1-6 yêu cầu các bên tuyên bố họ là vợ chồng và chính thức phát âm họ là vợ chồng. §4-1-7 mô tả các cuộc hôn nhân vô hiệu là những người trong đó một bên đã kết hôn hoặc trong phạm vi bị cấm đoán và §4-1-8 tuyên bố rằng các cuộc hôn nhân có thể bị hủy bỏ nếu bất kỳ bên nào không thể hoặc không có khả năng đồng ý sự đồng ý có được thông qua gian lận hoặc vũ lực.
Pháp lệnh chấn thương nghề nghiệp của Bộ lạc Ponca của Nebraska §7-1-4 định nghĩa theo quy định 13 rằng một đối tác trong nước là "cùng giới hoặc khác giới." Để đủ điều kiện nhận các lợi ích bộ lạc hạn chế, một bản khai hợp tác trong nước phải có trong hồ sơ với Bộ lạc.

### Bộ lạc Tulalip của  Washington
Sau những thay đổi vào ngày 6 tháng 5 năm 2016, Chương 4.20.020 (9) của Bộ luật Bộ lạc Tulalip của Washington nói rằng hôn nhân là sự hợp nhất của hai người, bất kể giới tính của họ. Trước đây, Chương 4.20 của Bộ luật nêu tại Chương 4.20.070 rằng trong buổi lễ, các bên phải lấy nhau làm vợ chồng và quan chức phải tuyên bố rằng họ là vợ chồng.

### Bộ lạc White Mountain Apache
Theo Bộ luật Quan hệ trong nước của White Mountain Apache, được ban hành vào ngày 9 tháng 9 năm 2015, chương 1, mục 1.3, 1.5 và 1.6, hôn nhân là một thủ tục dân sự long trọng giữa các bên đồng ý, trong độ tuổi hợp pháp hoặc có sự đồng ý của cha mẹ, phù hợp với cha mẹ với tiểu bang (Arizona) hoặc luật bộ lạc, những người không mắc các bệnh truyền nhiễm và truyền nhiễm và không bị cấm bởi gia tộc hoặc huyết thống được chỉ định. Trong một phán quyết năm 2017, một tòa án Ak-Chin đã lưu ý rằng Bộ lạc Apache White Mountain công nhận hôn nhân cùng giới.

### Blue Lake Rancheria
Blue Lake Rancheria đã hợp pháp hóa hôn nhân cùng giới vào ngày 1 tháng 11 năm 2013 bằng cách bãi bỏ §6C của Pháp lệnh Hôn nhân. Trước đó, vào ngày 13 tháng 10 năm 2001, Hội đồng Kinh doanh của Rancheria đã thông qua một sắc lệnh mà tại §6C cấm các cuộc hôn nhân được ký kết bởi các bên cùng giới. Tuy nhiên, tại §13, tuyên bố rằng các cuộc hôn nhân được ký hợp đồng bên ngoài ranh giới của Blue Lake Rancheria là hợp lệ trong phạm vi quyền hạn của bộ lạc.

### Các Bộ lạc Thống nhất của Coos, Lower Umpqua và Da Đỏ Siuslaw
Các Bộ lạc Thống nhất của Coos, Lower Umpqua và Da Đỏ Siuslaw (Coos Bay, Oregon) bắt đầu công nhận hôn nhân cùng giới vào ngày 10 tháng 8 năm 2014 bằng cách bãi bỏ một phần luật hôn nhân của họ gọi là hôn nhân cùng giới không hợp lệ và bị cấm. Trước đây, phần 4-7-6 (c) của Bộ luật Bộ lạc đã cấm kết hôn cùng giới: "Không được kết hôn giữa các bên cùng giới. "Nhưng phần 4-7-13 cho thấy một cuộc hôn nhân từ một khu vực tài phán khác có thể được công nhận: "Một cuộc hôn nhân được ký kết bên ngoài lãnh thổ của các Bộ tộc sẽ có hiệu lực theo luật của khu vực tài phán mà hôn nhân được ký kết có hiệu lực trong lãnh thổ của Bộ lạc."

### Các Bộ lạc Thống nhất của Cộng đồng Grand Ronde của Oregon
Vào tháng 10 năm 2015, Hội đồng bộ lạc Grand Ronde ở Oregon đã thông qua một sắc lệnh cho phép các thành viên kết hôn tại Tòa án bộ lạc. Sắc lệnh đặc biệt bao gồm một điều khoản không phân biệt đối xử sẽ cho phép các cặp cùng giới kết hôn. Pháp lệnh có hiệu lực vào ngày 18 tháng 11 năm 2015.

### Các Bộ lạc Thống nhất của Da Đỏ Siletz
Vào tháng 3 năm 2013, có thông tin rằng Bộ lạc Thống nhất của người da đỏ Siletz từ Oregon đã đưa ra một sắc lệnh của bộ lạc để công nhận hôn nhân cùng giới. Sắc lệnh được đề xuất khi Oregon cấm kết hôn cùng giới. Biện pháp này là "một lựa chọn bổ sung" cho các thành viên bộ lạc, những người sẽ duy trì khả năng kết hôn thông qua bộ lạc, Tiểu bang Oregon hoặc tiểu bang nơi cư trú của họ. Vào ngày 16 tháng 5 năm 2014, Hội đồng bộ lạc đã thông qua một động thái ủng hộ cho phép các cặp cùng giới kết hôn hợp pháp khi được bảo lưu, nhưng đã gửi biện pháp này đến tham vấn bộ lạc trước khi thực hiện. Vào ngày 19 tháng 5 năm 2014, Thẩm phán khu vực Hoa Kỳ Michael McShane phán quyết rằng lệnh cấm của Oregon đối với hôn nhân cùng giới là vi hiến. Vào ngày 15 tháng 5 năm 2015, Hội đồng bộ lạc đã thay đổi luật để hợp pháp hóa hôn nhân cùng giới sau khi 67% thành viên của Đại hội đồng bỏ phiếu ủng hộ.

### Các Bộ lạc Thống nhất của Khu bảo tồn Colville
Các Bộ lạc Thống nhất của Khu bảo tồn Colville ở bang Washington đã bỏ phiếu cho công nhận hôn nhân cùng giới vào ngày 5 tháng 9 năm 2013. Cuộc bỏ phiếu đã thông qua Hội đồng bộ lạc mà không phản đối.

### Cộng đồng Da Đỏ Ak-Chin
Cho đến ngày 25 tháng 10 năm 2017, Luật và Quy tắc đặt hàng của Ak-Chin đặc biệt cấm kết hôn cùng giới và không công nhận những người thực hiện việc đặt phòng.
Vào tháng 9 năm 2015, một thành viên của Cộng đồng Ấn Độ Ak-Chin đã đệ đơn kiện lên Tòa án Cộng đồng Da Đỏ Ak-Chin, cáo buộc vi phạm bảo vệ bình đẳng, Đạo luật Dân quyền Da Đỏ và thủ tục tố tụng, sau khi bộ lạc từ chối công nhận người cùng giới của cô kết hôn. Vào ngày 25 tháng 10 năm 2017, tòa án phán quyết rằng luật cấm kết hôn cùng giới là vi phạm Hiến pháp của bộ lạc và Đạo luật Dân quyền Ấn Độ năm 1968. Chủ tịch bộ lạc tuyên bố rằng Chính phủ sẽ không kháng cáo phán quyết. Phán quyết chỉ áp dụng cho Cộng đồng Da Đỏ Ak-Chin, nhưng có thể tạo tiền lệ cho những thách thức tương tự của nhiều bộ lạc.

### Cộng đồng Da Đỏ Đảo Prairie
Cộng đồng Da Đỏ Đảo Prairie có trụ sở tại Minnesota, tạo thành một phần của Mdewakanton Dakota đã hợp pháp hóa hôn nhân cùng giới vào ngày 22 tháng 3 năm 2017 bằng cách thay đổi Bộ luật Quan hệ trong nước. Phần 1, Chương 3c của Bộ luật hiện nay tuyên bố rằng "hai người cùng giới hoặc khác giới có thể kết hôn." Một phiên bản trước đó đã cấm kết hôn rõ ràng với người cùng giới.

### Cộng đồng Da Đỏ Keweenaw Bay
Vào ngày 7 tháng 11 năm 2014, Hội đồng bộ lạc của Cộng đồng Da Đỏ Keweenaw Bay đã bỏ phiếu để trưng cầu dân ý về lá phiếu cho một cuộc bỏ phiếu của bộ lạc vào ngày 13 tháng 12 năm 2014 để cho phép kết hôn cùng giới trong cộng đồng của họ, để đáp lại Tòa án 6 Khiếu nại quyết định duy trì lệnh cấm kết hôn cùng giới của Michigan. Đề xuất đã được phê duyệt với 302 đến 261 phiếu vào ngày 13 tháng 12 năm 2014, và cuối cùng được đưa vào Bộ luật Bộ lạc sau khi Hội đồng Bộ lạc phê chuẩn những thay đổi vào ngày 6 tháng 6 năm 2015.

### Cộng đồng Da Đỏ Salt River Pima-Maricopa
Bộ luật Pháp lệnh Bộ lạc của Cộng đồng Da Đỏ Salt River Pima-Maricopa về Khu bảo tồn Salt River ở Arizona, Chương 10: Quan hệ trong nước §10 Câu30 (a), quy định rằng tất cả các cuộc hôn nhân kể từ ngày 19 tháng 4 năm 1954 "sẽ phù hợp với luật pháp tiểu bang." Thẩm phán Tòa án Khu vực Hoa Kỳ John Sedwick phán quyết vào ngày 17 tháng 10 năm 2014, rằng lệnh cấm kết hôn cùng giới ở Arizona là vi hiến.

### Cộng đồng Fond du Lac của Hồ Superior Chippewa
Cộng đồng Fond du Lac của Hồ Superior Chippewa (một phần của Bộ lạc Minnesota Chippewa) được phê chuẩn vào ngày 16 tháng 7 năm 2014, Pháp lệnh 04/10, sửa đổi phần §602 Hôn nhân, Quan hệ đối tác trong nước & Ly hôn để công nhận là hợp lệ và ràng buộc bất kỳ cuộc hôn nhân nào giữa hai người được chính thức hóa hoặc trang trọng tuân thủ luật pháp của nơi được chính thức hóa. Chương 4 công nhận mối quan hệ của hai đối tác trưởng thành không kết hôn, đã cam kết tuyên bố họ là đối tác trong nước với điều kiện phải đăng ký. Một thành viên của Hội đồng bộ lạc tuyên bố rõ ràng rằng sửa đổi này đã hợp pháp hóa hôn nhân cùng giới.

### Cộng đồng Grand Portage của Chippewa
Cộng đồng Grand Portage của Chippewa (một phần của Bộ lạc Chippewa ở Minnesota) tuân theo luật tiểu bang liên quan đến hôn nhân vì họ "không có quyền tài phán đối với các mối quan hệ trong nước" theo Bộ luật Tư pháp Grand Portage. Hôn nhân cùng giới đã được hợp pháp hóa tại bang Minnesota vào ngày 1 tháng 8 năm 2013 sau khi thông qua luật pháp vào ngày 13 tháng 5 năm 2013.

### Cộng đồng Lac du Flambeau của Hồ Superior Chippewa
Bộ luật Cộng đồng Lac du Flambeau của Hồ Superior Chippewa, Chương 30 - Pháp lệnh quan hệ trong nước tại §30.103, quy định rằng hôn nhân theo phong tục và truyền thống không được công nhận và hôn nhân hợp pháp phải phù hợp với luật pháp của các quốc gia trong đó hôn nhân hoàn thành hoặc luật pháp của Wisconsin. Chương 30 của Bộ luật Bộ lạc ủy quyền cho các thẩm phán tòa án bộ lạc thực hiện các cuộc hôn nhân theo luật pháp của Wisconsin. Vào ngày 6 tháng 10 năm 2014, Tòa án Tối cao Hoa Kỳ đã từ chối xem xét quyết định đảo ngược lệnh cấm kết hôn cùng giới của Wisconsin, mở đường cho các cuộc hôn nhân cùng giới bắt đầu.

### Cộng đồng Leech Lake của Ojibwe
Bộ luật quan hệ gia đình của Leech Lake Band của Ojibwe, Tiêu đề 5 Bộ luật quan hệ gia đình, Chương 2 - Hôn nhân, xác định rằng bộ lạc có quyền tài phán đối với tất cả các cuộc hôn nhân được thực hiện trong phạm vi của nó và trên các cuộc hôn nhân của tất cả các thành viên bộ lạc bất kể họ sống ở đâu. Chương 3 định nghĩa hôn nhân là một hợp đồng dân sự giữa hai bên có khả năng tôn trọng và đồng ý kết hôn. Chương 2.D.2 yêu cầu các bên tuyên bố trước sự chứng kiến của hai nhân chứng, những người phải ký vào tờ khai, rằng họ lấy nhau làm vợ hoặc chồng. Vào ngày 15 tháng 11 năm 2013, cuộc hôn nhân cùng giới đầu tiên đã diễn ra giữa Cộng đồng Leech Lake của Ojibwe (một phần của bộ lạc Chippewa ở bang Minnesota). Cộng đồng có sự bảo lưu đông dân nhất ở bang Minnesota, nơi đã hợp pháp hóa hôn nhân cùng giới ở cấp tiểu bang hồi đầu năm.

### Cộng đồng Little Traverse Bay của Da Đỏ Odawa
Hội đồng Cộng đồng Little Traverse Bay của bộ lạc Da Đỏ Odawa đã bỏ phiếu công nhận hôn nhân cùng giới vào ngày 5 tháng 3 năm 2013. Chủ tịch bộ lạc đã ký thành luật vào ngày 15 tháng 3 năm 2013, và một cặp nam đã kết hôn vào ngày hôm đó. Các cuộc hôn nhân cùng giới được nhập vào bởi bộ lạc có chủ quyền được công nhận bởi Michigan, tiểu bang nơi Little Traverse Bay Bands có trụ sở, do phán quyết của Tòa án Tối cao giáng xuống lệnh cấm kết hôn cùng giới của Michigan.

### Cộng đồng Pokagon của Da Đỏ Potawatomi
Cộng đồng Pokagon của Da Đỏ Potawatomi, ở phía tây nam Michigan và đông bắc Indiana, đã tuyên bố vào ngày 9 tháng 3 năm 2013, rằng một đạo luật công nhận hôn nhân cùng giới sẽ có hiệu lực vào ngày 8 tháng 5 năm 2013. Họ đã cấp giấy chứng nhận kết hôn đầu tiên cho một cặp nam vào ngày 20 tháng 6 năm 2013.

### Cộng đồng Stockbridge-Munsee của Da Đỏ Mohican
Vào ngày 2 tháng 2 năm 2016, Hội đồng bộ lạc Stockbridge-Munsee ở Wisconsin đã thay đổi luật hôn nhân, nêu rõ §61,2 rằng Hôn nhân là một hợp đồng dân sự giữa hai người, bất kể giới tính của họ.
Trước đây, Pháp lệnh bộ lạc cộng đồng Stockbridge-Munsee, Chương 61 - Hôn nhân, được quy định tại §61.2 một định nghĩa rằng hôn nhân là một hợp đồng dân sự đồng thuận tạo ra địa vị pháp lý của vợ và chồng và tuyên bố §61.3 rằng bất kỳ người nào từ 18 tuổi trở lên, hoặc 16 với sự đồng ý của cha mẹ hoặc người giám hộ có thể kết hôn. Các cuộc hôn nhân không hợp lệ hoặc bị cấm theo §61.4 là những cuộc hôn nhân lớn, những người trong mức độ cấm đoán bị cấm, những người trong đó một bên không có khả năng hiểu mối quan hệ hôn nhân hoặc những người mà một trong hai bên đã ly hôn trong vòng 6 tháng trước đó.

### Hội đồng Trung ương của Tlingit và Da Đỏ Haida của Alaska
Hội đồng trung ương của các dân tộc Tlingit và Haida ở Alaska đã bỏ phiếu vào tháng 2 năm 2015 để hợp pháp hóa hôn nhân cùng giới trên vùng đất có chủ quyền của họ. Hội đồng cũng sẽ chịu trách nhiệm cho bất kỳ vụ ly hôn liên quan nào có thể phát sinh.

### Quốc gia Blackfeet
Luật và Bộ luật về trật tự của Quốc gia Blackfeet của Khu bảo tồn Da Đỏ Blackfeet Montana, Chương 3 - Quan hệ trong nước quy định rằng luật pháp và quyền tài phán của tiểu bang chi phối các quan hệ hôn nhân và rằng cả pháp luật chung và hôn nhân được thực hiện theo phong tục bản địa đều có hiệu lực trong Bảo lưu Blackfeet Vào ngày 19 tháng 11 năm 2014, Thẩm phán Tòa án Khu vực Hoa Kỳ Brian Morris đã đánh sập lệnh cấm kết hôn cùng giới của Montana ở Rolando v. Fox. Vào tháng 12 năm 2007, một nghi lễ kết hôn truyền thống của Blackfoot đã được tổ chức tại hồ Seeley, Montana dành cho một cặp vợ chồng hai linh hồn Black feet.

### Quốc gia Bộ lạc Mashantucket Pequot
Kể từ ngày 29 tháng 4 năm 2010, luật Quốc gia Bộ lạc Mashantucket Pequot của Connecticut tuyên bố rằng "Hai người có thể tham gia hôn nhân trên Đặt phòng Mashantucket Pequot" mà không chỉ rõ giới tính. Đây là một sự thay đổi từ năm 2008, trong đó quy định rằng "Một người đàn ông và một người phụ nữ có thể được tham gia trong hôn nhân trên Đặt phòng Mashantucket Pequot".
Vào tháng 6 năm 2010, Bộ tộc Mashantucket Pequot đã phê chuẩn một sắc lệnh chống phân biệt đối xử cấm phân biệt đối xử dựa trên định hướng giới tính và bản sắc giới tính.

### Quốc gia Cherokee
Quốc gia Cherokee đã công nhận hôn nhân cùng giới kể từ ngày 9 tháng 12 năm 2016, đảo ngược lệnh cấm được thiết lập vào năm 2004.
Vào ngày 13 tháng 5 năm 2004, một cặp đồng tính nữ đã xin giấy phép kết hôn và được một thư ký tòa án bộ lạc Cherokee Nation chấp thuận. Vào ngày 14 tháng 5 năm 2004, Chánh án Tòa án phúc thẩm Tòa án Tư pháp Darrell Dowty đã ra lệnh cấm một giấy phép hôn nhân cùng giới.
Vào ngày 18 tháng 5 năm 2004, cặp đôi đã kết hôn ở Tulsa, nhưng yêu cầu đăng ký giấy chứng nhận kết hôn của họ đã bị từ chối. Vào ngày 11 tháng 6 năm 2004, luật sư của Hội đồng Bộ lạc, với tư cách là một đảng tư nhân, đã đệ đơn phản đối việc cấp đơn và vào ngày 16 tháng 6 đã đệ trình một lệnh cấm để vô hiệu hóa hôn nhân. Vào ngày 14 tháng 6, Hội đồng bộ lạc quốc gia Cherokee đã thông qua luật cấm kết hôn cùng giới. Cặp vợ chồng đã đệ trình một quyết định cho một quyết định vào tháng 11 năm 2004. Vào ngày 10 tháng 12, các hành động bác bỏ, bãi bỏ và phán quyết tóm tắt của họ đã bị Tòa án quận Cherokee từ chối và họ đã kháng cáo lên Tòa án phúc thẩm tư pháp của quốc gia Cherokee (JAT) 17. Vào tháng 6 năm 2005, JAT đã ấn định ngày xét xử vào ngày 2 tháng 8 để xác định vị trí của luật sư Hội đồng Bộ lạc để nộp đơn với tư cách cá nhân. Vào ngày 3 tháng 8 năm 2005, JAT phán quyết rằng không có cá nhân nào bị tổn hại từ sự thừa nhận hợp pháp của hôn nhân cùng giới và nguyên đơn vì thế không có chỗ đứng.
Ngày hôm sau, 15 ủy viên hội đồng bộ lạc đã đệ đơn kiến nghị để ngăn chặn cặp vợ chồng nộp giấy chứng nhận kết hôn với bộ lạc. Vào ngày 22 tháng 12, JAT đã bãi bỏ lệnh cấm một lần nữa với lý do không có khả năng của các thành viên hội đồng để chứng minh rằng họ bị tổn hại như các cá nhân từ việc ghi lại cuộc hôn nhân.
Vào ngày 6 tháng 1 năm 2006, Quản trị viên Tòa án Quốc gia Cherokee đã đệ đơn yêu cầu rằng việc ghi lại giấy chứng nhận kết hôn sẽ vi phạm luật bộ lạc xác định hôn nhân là của một người đàn ông và một người phụ nữ. Vào ngày 8 tháng 3, cặp đôi đã đệ đơn yêu cầu bác bỏ thử thách thứ ba vì cuộc hôn nhân của họ đã xảy ra trước khi ban hành luật xác định hôn nhân chỉ là giữa nam và nữ. Mặc dù lệnh cấm kết hôn cùng giới của Oklahoma đã bị hủy bỏ vào ngày 14 tháng 1 năm 2014, trong một phán quyết của Thẩm phán quận Hoa Kỳ Terence Kern, đơn thỉnh cầu trước khi JAT vẫn chưa được trả lời.
Vào ngày 9 tháng 12 năm 2016, Tổng chưởng lý của quốc gia Cherokee đã lật lại lệnh cấm của bộ lạc đối với hôn nhân cùng giới. Quyết định của ông có hiệu lực ngay lập tức. Ông đã được yêu cầu cai trị việc công nhận hôn nhân cùng giới bởi ủy viên thuế của bộ lạc.
Vào ngày 21 tháng 3 năm 2017, một Ủy ban Quy tắc Quốc gia Cherokee đã thảo luận về một đề xuất sẽ hỏi các cử tri rằng liệu bộ lạc có nên công nhận hôn nhân cùng giới hay không. Ngày hôm sau, Hội đồng đã bỏ phiếu để đưa ra nghị quyết vô thời hạn, giữ cho hôn nhân cùng giới hợp pháp.

### Quốc gia Fort McDowell Yavapai
Luật và Bộ luật về trật tự của Cộng đồng Fort McDowell Yavapai ở Arizona, Chương 10 - Quan hệ trong nước §10-11, tuyên bố rằng tất cả các cuộc hôn nhân kể từ ngày 19 tháng 4 năm 1954, "sẽ tuân thủ luật pháp tiểu bang." Vào ngày 17 tháng 10 năm 2014, Thẩm phán Tòa án Khu vực Hoa Kỳ John Sedwick phán quyết rằng lệnh cấm kết hôn cùng giới ở Arizona là vi hiến.

### Quốc gia Ho-Chunk của Wisconsin
Vào ngày 5 tháng 6 năm 2017, Cơ quan lập pháp của Quốc gia Ho-Chunk của Wisconsin đã phê chuẩn một dự luật hợp pháp hóa hôn nhân cùng giới, trong một cuộc bỏ phiếu 13-0.
Trước đây, Bộ luật quốc gia Ho-Chunk (HCC), Tiêu đề 4 - Bộ luật phúc lợi trẻ em, gia đình và người cao tuổi, Phần 10 - Pháp lệnh hôn nhân (19 tháng 10 năm 2004) quy định tại 4HCC § 10.3 rằng hôn nhân là một hợp đồng dân sự cần có sự đồng ý để tạo ra tình trạng hợp pháp của vợ chồng. 4HCC § 10.9 yêu cầu một buổi lễ phải được tổ chức trọng thể, được chứng kiến bởi hai mối quan hệ và hai bên liên quan đồng ý trở thành vợ chồng.

### Quốc gia Iipay của Santa Ysabel
Vào ngày 24 tháng 6 năm 2013, Quốc gia Iipay của Santa Ysabel tuyên bố công nhận hôn nhân cùng giới, trở thành bộ lạc đầu tiên ở California làm như vậy.

### Quốc gia Osage
Quốc gia Osage ở Oklahoma đã công nhận rõ ràng các cuộc hôn nhân cùng giới được thực hiện tại các khu vực tài phán khác kể từ ngày 6 tháng 4 năm 2016. Vào ngày 20 tháng 4 năm 2015, nữ nghị sĩ quốc gia Osage Shannon Edwards đã giới thiệu một dự luật hôn nhân cùng giới. Một cuộc trưng cầu dân ý về việc có nên thực hiện hôn nhân cùng giới trong đặt phòng diễn ra vào ngày 20 tháng 3 năm 2017 hay không, và đề xuất được thông qua, với 770 phiếu bầu cho hôn nhân cùng giới và 700 phiếu chống lại. Luật có hiệu lực ngay lập tức.

### Quốc gia Yavapai-Apache
Bộ luật quan hệ trong nước của quốc gia Yavapai-Apache ở Arizona năm 1994, nêu trong Chương 3.1. rằng "tất cả các cuộc hôn nhân trong tương lai sẽ tuân theo luật pháp của Bang." Vào ngày 17 tháng 10 năm 2014, Thẩm phán Tòa án Quận Hoa Kỳ John Sedwick phán quyết rằng lệnh cấm kết hôn cùng giới của Arizona là vi hiến.

## Các quốc gia có thể có hôn nhân cùng giới
Thông tin có sẵn cho các bộ lạc người Mỹ bản địa được liên bang công nhận trong phần này là gợi ý về hôn nhân cùng giới nhưng không phù hợp rõ ràng với một trong các loại trên. Một số công nhận hôn nhân cùng giới vì lợi ích cụ thể, hoặc quan hệ đối tác trong nước, nhưng luật hôn nhân (nếu có) không được chỉ định trong nguồn.

### Agua Caliente Band của Da Đỏ Cahuilla
Agua Caliente Band của Da Đỏ Cahuilla điều hành các khu nghỉ dưỡng và sòng bạc ở Palm Springs và Rancho Mirage ở California. Nhân viên có quyền truy cập vào các lợi ích cho các bạn đời cùng giới trong nước và kể từ tháng 1 năm 2014, bộ lạc bắt đầu cung cấp bảo hiểm cho các nhân viên trong các cuộc hôn nhân cùng giới.

### Cabazon Band của Da Đỏ Mission
Cabazon Band của Da Đỏ Mission vận hành Sòng bạc nghỉ dưỡng Fantasy Springs tại Indio và cung cấp lợi ích việc làm cho các đối tác trong nước.

### Bộ lạc Da Đỏ Hoh
Chính sách quản lý nhà ở của Bộ lạc Da Đỏ Hoh được thông qua vào ngày 15 tháng 1 năm 2015 định nghĩa hôn nhân là "một cuộc hôn nhân được thừa nhận trong bất kỳ khu vực pháp lý của tiểu bang hoặc bộ lạc, hôn nhân cùng giới và luật pháp chung." Quy tắc ứng xử, giá trị cốt lõi và tiêu chuẩn đạo đức của bộ lạc tại §18 nghiêm cấm quấy rối hoặc phân biệt đối xử dựa trên giới tính, tình trạng hôn nhân hoặc khuynh hướng tình dục của một cá nhân.

### Bộ lạc Jamestown S'Klallam
Bộ luật Lao động của Bộ luật Bộ lạc cho Bộ lạc Jamestown S'Klallam của Bộ lạc Washington theo cách tương tự như vợ chồng, miễn là nhân viên đã đăng ký quan hệ đối tác trong nước và tên của đối tác trong nước của họ với Giám đốc Nhân sự.

### Bộ lạc Da Đỏ Mohegan của Connecticut
Mohegan Sun, một sòng bạc ở Uncasville ở Connecticut và được điều hành bởi Bộ lạc Da Đỏ Mohegan đã cung cấp cho các đối tác trong nước và người phụ thuộc các lợi ích nhân viên toàn thời gian và bán thời gian kể từ tháng 3 năm 2001. Kể từ khi Connecticut công nhận hôn nhân cùng giới vào tháng 11 năm 2008, những lợi ích này đã được mở rộng cho các đối tác kết hôn cùng giới.

### Morongo Band của Da Đỏ Mission
Morongo Band của Da Đỏ Mission, điều hành một sòng bạc và khách sạn của bộ lạc ở Cabazon ở California cung cấp cho tất cả nhân viên và người phối ngẫu hợp pháp của họ, cho dù là cùng giới hay khác giới, sức khỏe, nghỉ hưu và các lợi ích khác.

### Xứ Penobscot
Trong các cuộc tranh luận năm 2009 về việc thông qua luật hôn nhân cùng giới của Maine, Đại diện Wayne Mitchell của Xứ Penobscot, người không thể bỏ phiếu làm đại diện bộ lạc, đã thúc giục các thành viên Hạ viện thông qua dự luật.

### Rincon Band của Da Đỏ Luiseño
Rincon Band của Da Đỏ Luiseño ở California bắt đầu chiến dịch quảng cáo vào tháng 11 năm 2008 cung cấp các gói cưới cùng giới trong sòng bạc thuộc sở hữu quốc gia.

### Shingle Springs Band của Da Đỏ Miwok Indians
Pháp lệnh đền bù của công nhân dành cho nhân viên bộ lạc của Shingle Springs Band của Da Đỏ Miwok tại §7.11 quy định rằng "vợ/chồng" có thể là thành viên của người cùng giới nếu các thành viên sống chung một năm như thể họ đã kết hôn trong một năm trước khi xảy ra thương tích và được đăng ký tại thời điểm xảy ra bất kỳ thương tích nào với Cơ quan đăng ký đối tác trong nước của Bộ trưởng Ngoại giao California.

### Bộ lạc Da Đỏ Snoqualmie
Trong Bộ luật Hỗ trợ Tang lễ của Bộ lạc Da Đỏ Snoqualmie là một điều khoản xác định các đối tác trong nước là hai người trưởng thành cùng giới hoặc khác giới.

### Bộ lạc Squaxin Island
Tiêu đề 8 - Bộ luật Chứng thực của Squaxin Island Bộ luật Bộ lạc tại §8.01.050 định nghĩa vợ/chồng là "các cá nhân kết hôn hoặc đăng ký làm đối tác trong nước với vợ hoặc chồng của người quá cố và luật chung, sau này trong đó có nghĩa là các bên tham gia hôn nhân được công nhận theo phong tục của bộ lạc hoặc các bên tham gia một mối quan hệ trong đó cặp đôi cư trú cùng nhau và có ý định cư trú cùng nhau như một gia đình." Trong Chính sách và thủ tục của Bộ tộc pháp lý, Chính sách đủ điều kiện, nhập học và chiếm dụng, Chương II Đủ điều kiện về nhà ở, Phần A. định nghĩa hôn nhân là hôn nhân được thừa nhận trong bất kỳ khu vực pháp lý của tiểu bang hoặc bộ lạc, cùng giới và hôn nhân theo luật chung.

## Các quốc gia cấm hôn nhân cùng giới và không công nhận những cuộc hôn nhân từ nơi khác

### Cộng đồng Da Đỏ Bay Mills
Bộ luật Bộ lạc của Cộng đồng Da Đỏ Bay Mills của Washington, trong Phần 1401 Công nhận hôn nhân, tuyên bố, "Cộng đồng Da Đỏ Bay Mills sẽ công nhận là một cuộc hôn nhân hợp lệ và ràng buộc bất kỳ cuộc hôn nhân nào giữa một người đàn ông và một người đàn ông người phụ nữ được chính thức hóa hoặc long trọng tuân thủ luật pháp của khu vực tài phán trong đó hôn nhân như vậy được chính thức hóa hoặc long trọng." Mục 1404.B.1 Trình độ tối thiểu của người nộp đơn tuyên bố rằng "Không có giấy phép kết hôn sẽ được Tòa án bộ lạc cấp cho một cuộc hôn nhân được thực hiện theo Chương này trừ khi người nộp đơn xin giấy phép sẽ chứng minh cho sự hài lòng của Tòa án rằng: 1. Các bên là một người đàn ông và một người phụ nữ
3"

### Xứ Chickasaw
Mục 6-101.6.A của Bộ luật Xứ Chickasaw, được sửa đổi kể từ ngày 1 tháng 11 năm 2016, khẳng định rằng Hôn nhân có nghĩa là một mối quan hệ cá nhân phát sinh từ một hợp đồng dân sự giữa các thành viên khác giới mà sự đồng ý của các bên có thẩm quyền hợp đồng và ký kết hợp pháp là cần thiết, và quan hệ Hôn nhân sẽ được ký kết, duy trì hoặc bãi bỏ theo quy định của pháp luật. " Mục 6-101.9, có tiêu đề "HÔN NHÂN GIỮA NGƯỜI DÙNG GIỚI HẠN KHÔNG ĐƯỢC CÔNG NHẬN", khẳng định rằng "Hôn nhân giữa những người cùng giới được thực hiện trong bất kỳ khu vực tài phán nào sẽ không được công nhận là hợp lệ và ràng buộc tại Quốc gia Chickasaw kể từ ngày Kết hôn." Các cuộc hôn nhân anh em họ đầu tiên được thực hiện tại các khu vực tài phán khác được ghi nhận trong Mục 6-101.7, nhưng không có sự miễn trừ nào được cấp cho hôn nhân cùng giới.
Như trong Khu vực thống kê bộ lạc Oklahoma khác được quản lý bởi một trong "Năm bộ lạc văn minh", tất cả đều có dân cư không phải là người bản địa, chính quyền Chickasaw chỉ mở rộng cho các thành viên bộ lạc và tài sản. Những người không phải là thành viên, những người không nhận được dịch vụ từ chính phủ Bộ lạc và không phải tuân theo Bộ luật Bộ lạc, không bị ảnh hưởng bởi lệnh cấm kết hôn cùng giới.

### Xứ Choctaw
Hôn nhân cùng giới không được công nhận bởi Xứ Choctaw. Đạo luật hôn nhân quốc gia Choctaw nêu trong Phần 3.1 Công nhận hôn nhân giữa những người cùng giới bị cấm, rằng "một cuộc hôn nhân giữa những người cùng giới được thực hiện ở một bộ lạc khác, một tiểu bang hoặc trong bất kỳ diễn đàn nào khác sẽ không được công nhận là hợp lệ và ràng buộc tại Quốc gia Choctaw của Oklahoma."
Như trong Khu vực thống kê bộ lạc Oklahoma khác được quản lý bởi một trong "Năm bộ lạc văn minh", tất cả đều có dân cư không phải là người bản địa, chính quyền Choctaw chỉ mở rộng cho các thành viên và tài sản của Bộ lạc. Những người không phải là thành viên, những người không nhận được dịch vụ từ chính phủ Bộ lạc và không phải tuân theo Bộ luật Bộ lạc, không bị ảnh hưởng bởi lệnh cấm kết hôn cùng giới.

### Khu bảo tồn Da Đỏ sông Gila
Khu bảo tồn Da Đỏ sông Gila ở Arizona đã giới tính từ ngữ trong mã kết hôn. Vào ngày 15 tháng 7 năm 2015, để đáp lại phán quyết của SCOTUS, Hội đồng Cộng đồng đã thông qua một kiến nghị 14 đến 2 rằng luật hôn nhân sông Gila có nghĩa chính xác như những gì đã nói và hôn nhân cùng giới không được công nhận.
```
1) Hội đồng cộng đồng thực thi chủ quyền của mình và công nhận rằng mục đích của mã GRIC. Tiêu đề 9, Mục 9.103 là một cuộc hôn nhân giữa nam và nữ; 2) Cộng đồng sẽ duy trì hiện trạng - rằng hôn nhân cùng giới không được công nhận theo truyền thống trong Cộng đồng - đang chờ xem xét đầy đủ bởi các Ủy ban Thường vụ, Hội đồng Cộng đồng và các thành viên Cộng đồng và về bất kỳ thay đổi lập pháp nào; 3) Tòa án Cộng đồng sẽ không cấp bất kỳ giấy phép kết hôn nào cho các cặp cùng giới và không một quan chức nào được chỉ định hoặc bầu chọn của Cộng đồng sẽ tiến hành bất kỳ cuộc hôn nhân cùng giới nào diễn ra tại Khu bảo tồn Da Đỏ sông Gila; 4) Văn phòng Tổng Cố vấn được chỉ đạo soạn thảo và trình bày các sửa đổi của Bộ luật GRIC trong vòng 30 ngày, trong đó công nhận rõ ràng hơn và mã hóa truyền thống lịch sử của Cộng đồng, cả Akimel Oʼodham và Pee Posh, không cho phép hoặc công nhận các cuộc hôn nhân theo luật cùng giới hoặc chung thời xa xưa.
[
22
]
[
23
]
```

### Grand Traverse Band của Ottawa và Da Đỏ Chippewa
Grand Traverse Band của Ottawa và Da Đỏ Chippewa ở Michigan cấm kết hôn cùng giới. Tiêu đề 10, mục 501 (e) của Bộ luật Bộ lạc GTB quy định rằng "kết hôn" có nghĩa là sự kết hợp hợp pháp của một (1) đàn ông và một (1) phụ nữ như vợ chồng suốt đời hoặc cho đến khi ly hôn. Đoạn 505 Công nhận hôn nhân tuyên bố rằng "Grand Traverse Band của Ottawa và Da Đỏ Chippewa sẽ công nhận là một cuộc hôn nhân hợp lệ và ràng buộc bất kỳ cuộc hôn nhân nào giữa một người đàn ông và một người phụ nữ, được chính thức hóa hoặc tôn trọng theo luật pháp mà hôn nhân như vậy đã được chính thức hóa hoặc long trọng."

### Cộng đồng Da Đỏ Kalispel
Luật và Bộ luật về trật tự của Cộng đồng Da Đỏ Kalispel của Washington, được sửa đổi vào ngày 21 tháng 11 năm 2017, trong Chương 8, Mục 8 Tiết 1.03.3, định nghĩa rằng "hôn nhân có nghĩa là mối quan hệ cá nhân giữa hai (2) người của người khác giới phát sinh từ một hợp đồng dân sự mà sự đồng ý của các bên là điều cần thiết." Đoạn 8 Lời 2.01 nói rằng "không có giấy phép kết hôn sẽ được cấp hoặc kết hôn trừ khi những người kết hôn là người khác giới và ít nhất mười sáu (16) tuổi", và theo Đoạn 8-2.02 rằng "một cuộc hôn nhân giữa hai người được công nhận là hợp lệ trong một khu vực tài phán khác chỉ có giá trị tại Tòa án này nếu hôn nhân không bị cấm hoặc làm trái pháp luật trong phần này. "

### Xứ Lummi
Trong Bộ luật của Xứ Lummi của Washington, Tiêu đề 11 (sửa đổi ngày 7 tháng 4 năm 2008) cung cấp theo mục 11.01.010 Ai có thể kết hôn rằng "hôn nhân là một hợp đồng dân sự có thể được ký kết bởi những người khác giới." Các cuộc hôn nhân bị cấm trong mỗi phần 11.01.020 là những cuộc hôn nhân lớn, liên quan đến mức độ nghiêm cấm, hoặc khi một trong hai bên không đủ năng lực tinh thần. Giấy phép có thể được cấp bởi §11.01.030 bởi Tòa án Bộ lạc Lummi hoặc từ kiểm toán viên quận của bất kỳ quận nào trong Tiểu bang Washington, nhưng không đề cập đến việc công nhận các cuộc hôn nhân được thực hiện tại các khu vực tài phán khác. Vào ngày 3 tháng 3 năm 2004, một cuộc hôn nhân cùng giới giữa một thành viên của Quốc gia Lummi đã xảy ra ở Oregon.

### Xứ Muscogee (Creek)
Hôn nhân cùng giới bị cấm bởi Quốc gia Muscogee (Creek), ngay cả khi được thực hiện hợp pháp ở nơi khác trong bang Oklahoma. Tiêu đề 6, Chương 2, Mục 104-G của Bộ luật Bộ lạc quy định, "cấm kết hôn cùng giới. Một cuộc hôn nhân giữa những người cùng giới được thực hiện ở một quốc gia hoặc quốc gia Da Đỏ khác sẽ không được công nhận là hợp lệ và ràng buộc tại Quốc gia Muscogee (Creek)." Điều này đã được thông qua khi sửa đổi NCA 01-163, §2-106, được phê duyệt ngày 7 tháng 9 năm 2001.  Tuy nhiên, nhiều dịch vụ của Bộ lạc được dành cho hộ gia đình, thay vì cụ thể cho một cặp vợ chồng, vì vậy trong nhiều tình huống, việc không công nhận hôn nhân ít ảnh hưởng.
Như trong Khu vực thống kê bộ lạc Oklahoma khác được quản lý bởi một trong "Năm bộ lạc văn minh", tất cả đều có dân cư không phải là người bản địa, chính quyền Muscogee (Creek) chỉ mở rộng đến Bộ lạc thành viên và tài sản. Những người không phải là thành viên, những người không nhận được dịch vụ từ chính phủ Bộ lạc và không phải tuân theo Bộ luật Bộ lạc, không bị ảnh hưởng bởi lệnh cấm kết hôn cùng giới.

### Xứ Navajo
Hôn nhân cùng giới không hợp lệ theo luật Navajo. Nó đã bị cấm rõ ràng bởi Đạo luật hôn nhân Diné, một sửa đổi đối với bộ luật được ban hành vào ngày 22 tháng 4 năm 2005. Đạo luật này đã bị phủ quyết bởi Chủ tịch Navajo Joe Shirley, Jr., nhưng quyền phủ quyết đã bị Hội đồng Xứ Navajo ghi đè. Trước thềm cuộc bầu cử năm 2018, cả Shirley và đối thủ của ông, Jonathan Nez, cho biết họ rất ủng hộ việc bãi bỏ đạo luật và Shirley nói rằng họ có 14 trong số 16 phiếu cần thiết trong hội đồng để bãi bỏ.

### Bộ lạc Nez Perce
Bộ luật Bộ lạc của Nez Perce của Idaho cấm kết hôn cùng giới. Mục §4-5-1(o) của bộ luật, như được cập nhật đến ngày 22 tháng 1 năm 2019, định nghĩa hôn nhân là "tình trạng dân sự, điều kiện hoặc quan hệ của một người đàn ông và phụ nữ được coi là hợp nhất trong luật pháp như vợ chồng". Ngoài ra, §4-5-5(c) yêu cầu các bên tuyên bố, trước sự hiện diện của người chủ tế và ít nhất hai nhân chứng, họ lấy nhau làm "vợ chồng". Mã nêu trong §4-5-2.b rằng các cuộc hôn nhân có thể ở trong hoặc ngoài Khu bảo tồn Nez Perce và tại §4-5-5.a.1 các nghi lễ có thể được thực hiện bởi các giáo sĩ được ủy quyền, nhưng nói rằng không có gì công nhận hôn nhân được thực hiện trong các khu vực tài phán khác.

### Xứ Seminole
Bộ luật của Xứ Seminole của Oklahoma, tại Tiêu đề 13B, Chương 1, Chương B, Mục 106-f, được quy định lại vào ngày 13 tháng 6 năm 2016, chỉ định rằng "người [sic] của cùng giới tính sẽ không được phép kết hôn hoặc ly hôn" và làm rõ thêm theo Mục 112-4 rằng các cuộc hôn nhân không hợp lệ "trên một trong những căn cứ được nêu trong Mục 106" có thể bị Tòa án quận Bộ vô hiệu hoặc hủy bỏ. Hơn nữa, theo Mục 111 Luật Hôn nhân chung, quy định rằng "Luật quốc gia Seminole công nhận việc chung sống hôn nhân giữa nam và nữ đã cư trú cùng nhau ít nhất bảy (7) năm trở lên và sẽ được hưởng sự đối xử hợp pháp như các đối tác chính thức quan hệ hôn nhân theo Mục 110."
Như trong Khu vực thống kê bộ lạc Oklahoma khác được quản lý bởi một trong "Năm bộ lạc văn minh", tất cả đều có dân cư không phải là người bản địa, chính quyền Seminole chỉ mở rộng cho các thành viên bộ lạc và tài sản. Những người không phải là thành viên, những người không nhận được dịch vụ từ chính phủ Bộ lạc và không phải tuân theo Bộ luật Bộ lạc, không bị ảnh hưởng bởi lệnh cấm kết hôn cùng giới.